# Argyrodes nephilae
Argyrodes nephilae là một loài nhện trong họ Theridiidae.
Loài này thuộc chi Argyrodes. Argyrodes nephilae được Władysław Taczanowski miêu tả năm 1873.